# Maria de la Pau Janer

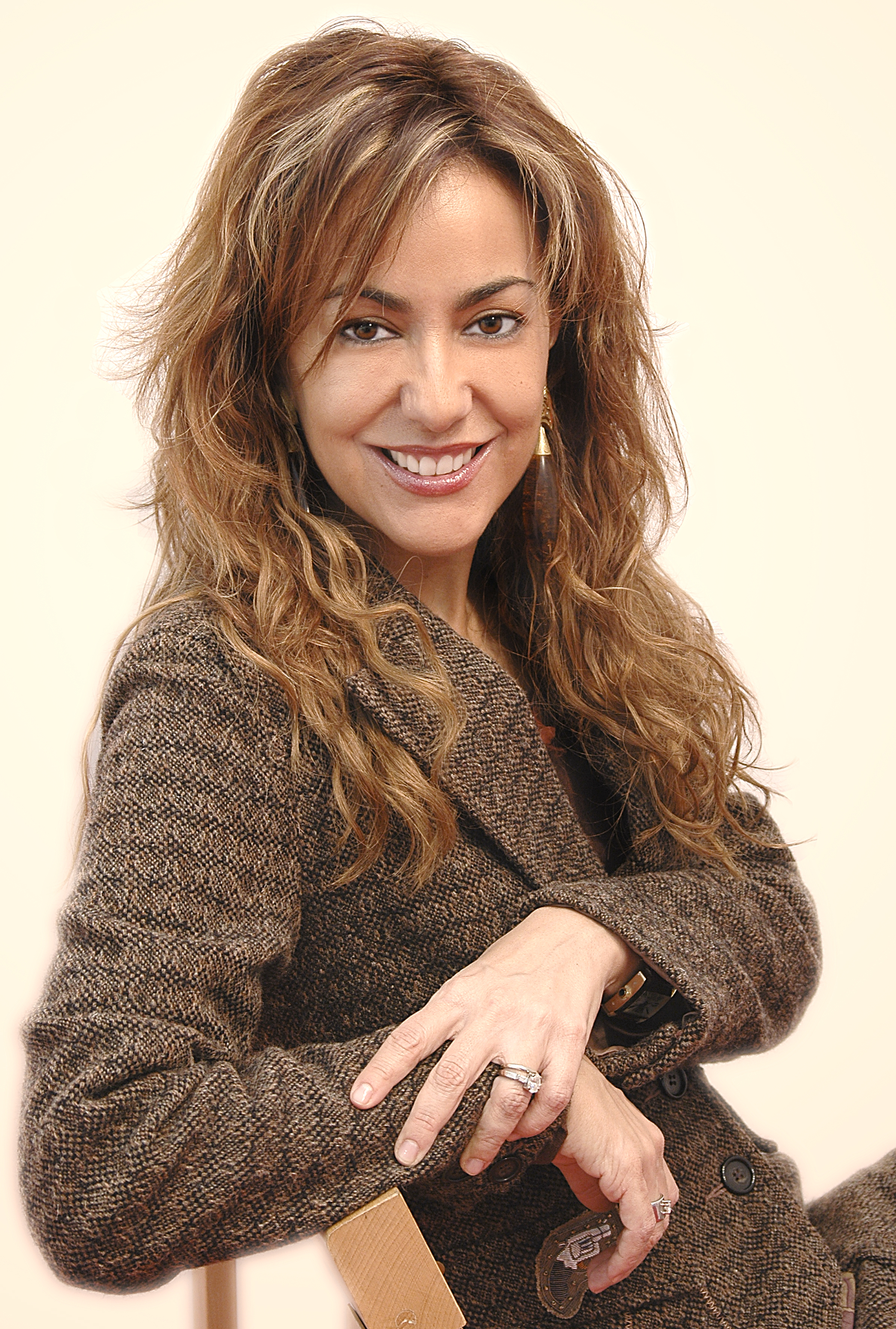
Maria de la Pau Janer (2006)

Maria de la Pau Janer i Mulet (* 13. Januar 1966 in Palma) ist eine spanische Schriftstellerin.
Sie ist Doktorin und Hochschullehrerin der katalanischen Philologie an der Universität der Balearen. Sie ist Mitglied der Associació d'Escriptors en Llengua Catalana.
Ihr Vater, Gabriel Janer Manila, ist ebenfalls Autor.

## Ehrungen
- 1989: Premi Andròmina
- 1993: Premi Prudenci Bertrana
- 1995: Premi Carlemany
- 1999: Premi Ramon Llull
- 2005: Premio Planeta

## Werke
Romane
- 1988: Els ulls d'ahir
- 1898: L'hora dels eclipsis
- 1993: Màrmara
- 1995: Natura d'anguila
- 1997: Orient, Occident. Dues històries d'amor
- 1999: Lola
- 2001: Ets la meva vida, ets la meva mort
- 2002: Las mujeres que hay en mí
- 2005: Pasiones romanas.
- 2010: Cartas que siempre esperé

Kinder- und Jugendliteratur
- 1991: L'illa d'Omar
- 1997: La bruixa que va perdre un secret

Essays
- 1992: Les rondalles del cicle de l'espòs transformat
- 1995: El mite del Comte Arnau. Propostes didàctiques
- 2001: Barbablava: l'heroi, el monstre